# Moped klass I

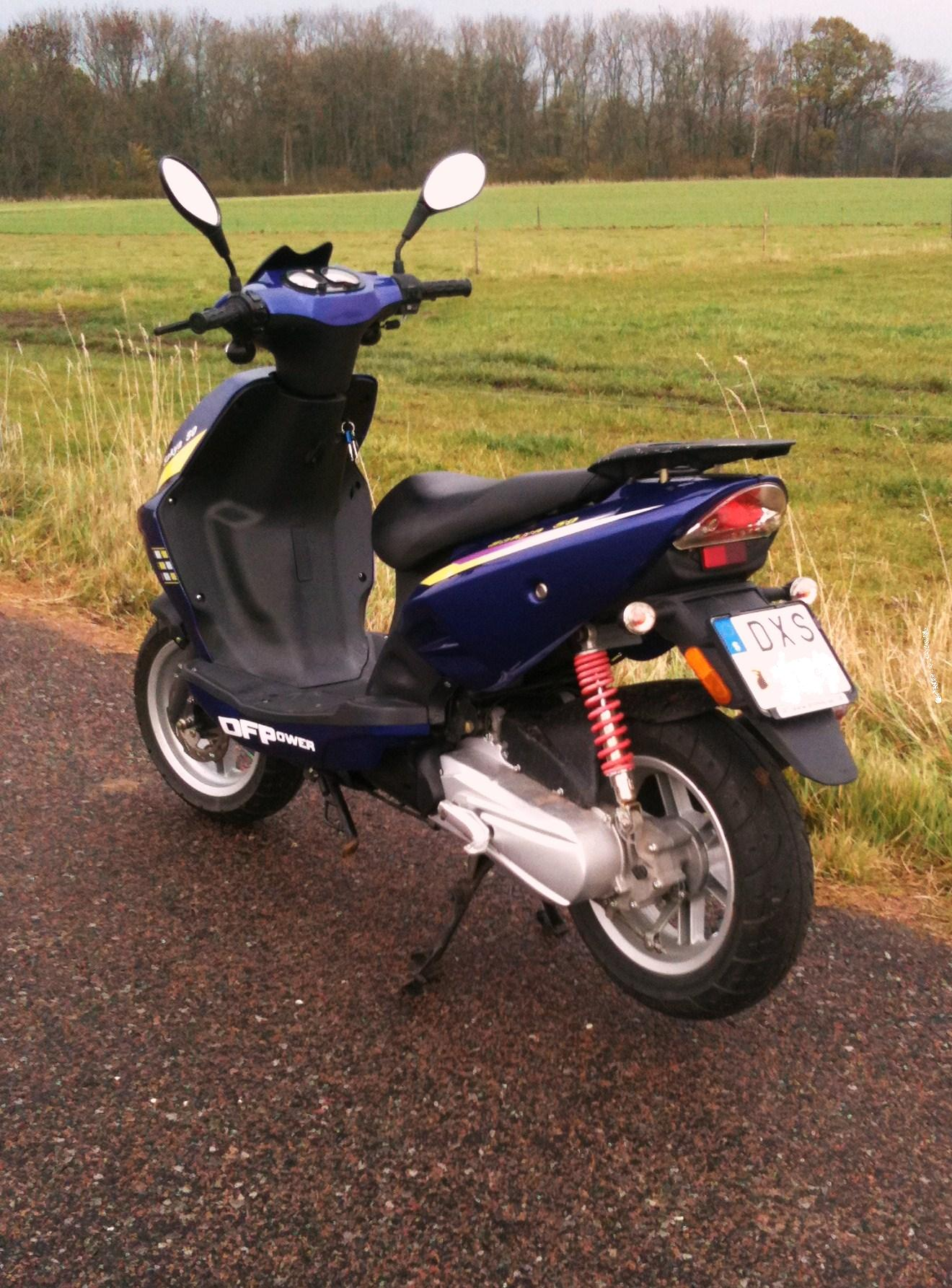
Moped klass I hemmahörande i Sverige korrekt utrustad med backspeglar och registreringsskylt

Moped klass I, en så kallad EU-moped, kallas i Sverige ett motorfordon som får köra högst 45 km/h (men får ändå inte framföras på motorväg eller motortrafikled) och som har 
1. två hjul samt
  - om det drivs av en motor som bygger på inre förbränning, denna har en slagvolym av högst 50 kubikcentimeter, eller
  - om det drivs av en elektrisk motor, denna har en kontinuerlig märkeffekt av högst 4 kilowatt,
2. tre hjul samt
  - om det drivs av en förbränningsmotor med tändsystem, denna har en slagvolym av högst 50 kubikcentimeter,
  - om det drivs av någon annan typ av motor som bygger på inre förbränning, denna har en nettoeffekt på högst 4 kilowatt.
  - om det drivs av en elektrisk motor, denna har en kontinuerlig märkeffekt av högst 4 kilowatt.
  - om det har en vikt i körklart skick ej överstigande 270 kg
3. fyra hjul samt
  - om det drivs av en förbränningsmotor med tändsystem, denna har en slagvolym av högst 50 kubikcentimeter,
  - om det drivs av någon annan typ av motor som bygger på inre förbränning, denna har en nettoeffekt på högst 4 kilowatt.
  - om det drivs av en elektrisk motor, denna har en kontinuerlig märkeffekt av högst 4 kilowatt.
  - om det har en vikt i körklart skick ej överstigande 425 kg
4. fyra hjul och kaross samt
  - om det drivs av en förbränningsmotor med tändsystem, denna har en slagvolym av högst 50 kubikcentimeter,
  - om det drivs av någon annan typ av motor som bygger på inre förbränning, denna har en nettoeffekt på högst 6 kilowatt.
  - om det drivs av en elektrisk motor, denna har en kontinuerlig märkeffekt av högst 6 kilowatt.
  - om det har en vikt i körklart skick ej överstigande 425 kg

Om mopeden har fyra hjul får vikten utan last vara högst 425 kg. Vid beräkningen av en fyrhjulig mopeds vikt skall i fråga om ett eldrivet fordon batterierna inte räknas in. En fyrhjulig moped med kupé kallas mopedbil.
För att få köra moped klass I måste man ha körkort AM, A eller B, traktorkort (utfärdat före 1 oktober 2009) eller förarbevis för moped klass I (utfärdat före 1 oktober 2009). Förarbevisen ges inte längre ut, och istället behövs körkort med behörigheten AM.
I trafiken gäller regler liknande de för motorcykel, vilket bland annat innebär att dessa mopeder inte får köras på cykelfält eller cykelbanor eller parkeras i cykelställ. Moped klass I ska vara registrerat i bilregistret och ha registreringsskylt (MC-modell). Fordonstypen är skattebefriad.
Man måste ha fyllt 15 år för att ta körkort i moped klass I. För att en elev ska få övningsköra med moped klass 1 måste man ha ett körkortstillstånd som är giltigt och utfärdat av Transportstyrelsen samt fyllt 14 år och 9 månader. Man får inte övningsköra privat utan måste gå på en körskola med en utbildad lärare. Den som är under 15 och har ett giltigt körkortstillstånd får ta teorilektion och göra uppkörningen, men för att kunna skriva provet hos trafikverket måste man ha fyllt 15 år.